# Phiale roburifoliata
Phiale roburifoliata là một loài nhện trong họ Salticidae.
Loài này thuộc chi Phiale. Phiale roburifoliata được Holmberg miêu tả năm 1875.